# Ulzhan
Ulzhan è un film del 2007 diretto da Volker Schlöndorff.